# Àger (nucli antic)
El nucli d'Àger és el centre antic de la vila d'Àger (Noguera) declarada bé cultural d'interès nacional.
La vila d'Àger s'alça en un turó coronat pel Castell d'Àger i la col·legiata de Sant Pere, al bell mig de la vall del seu nom, sota el sector central de la serra del Montsec, a partir dels quals davallen esglaonadament els carrers fins al barri de Sant Vicenç o de Solsdevila. Un doble recinte emmurallat envoltava el nucli, fora del qual s'anaven formant ravals: de Sant Martí a l'est, de Sant Joan o barri del Pedró al nord.
La zona del castell, amb muralla pròpia, segurament que fou el nucli més primitiu de la vila. Era formada pel castell i la canònica de Sant Pere, i per un segon recinte més ampli, a ponent, que ara és despoblat, on hi havia la torre major i habitatges, especialment de nobles i cavallers. De la torre medieval no en queda res; el que ara hi ha és una torre refeta en època carlina, anomenada Reducte. A la part nord i nord-oest del castell és on es conserven els sectors més antics de muralles, fetes de grans carreus, que Puig i Cadafalch considerava romanes i que ara hom pensa que són d'època andalusí. La canònica de Sant Pere, construïda el segle xi, fou reformada el segle xv. Ara és una ruïna parcialment restaurada.

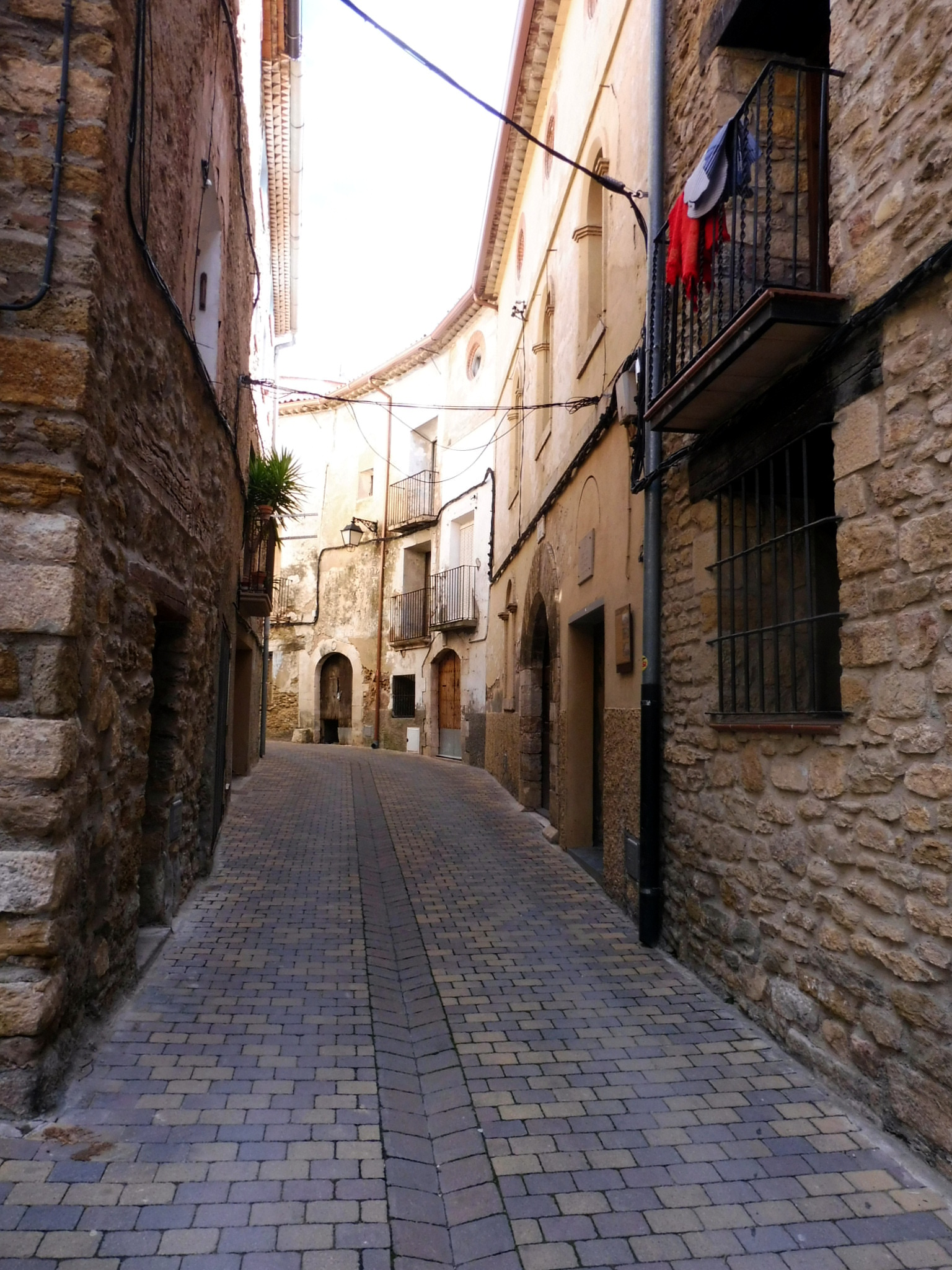
Carrer de Sant Martí

La zona on s'assenta ara el poble és situada al sud-est del recinte sobirà i és formada per dos sectors articulats per la plaça Major. Un primer sector o espai just als peus del turó és format per dos o tres carrers que enllacen el que resta del portal de Sant Martí i del portalet de Sant Pere amb el portal del Pedró. Al nord i a ponent d'aquest barri queden respectivament dos trams de muralla, que alguns autos pensen que formaven part d'un recinte propi que tancava aquest espai. Un altre sector és el que correspon a l'anomenat barri de Solsdevila o de Sant Vicenç, al voltant de l'església d'aquest nom. És format bàsicament per dos carrers que van d'est a oest. S'hi conserven edificis o restes d'edificis medievals. És gairebé tot envoltat de muralles, segurament gòtiques, amb bestorres i el portal de Solsdevila, del qual hi ha l'arc desmuntat. Aquestes muralles foren refetes a l'època carlina.

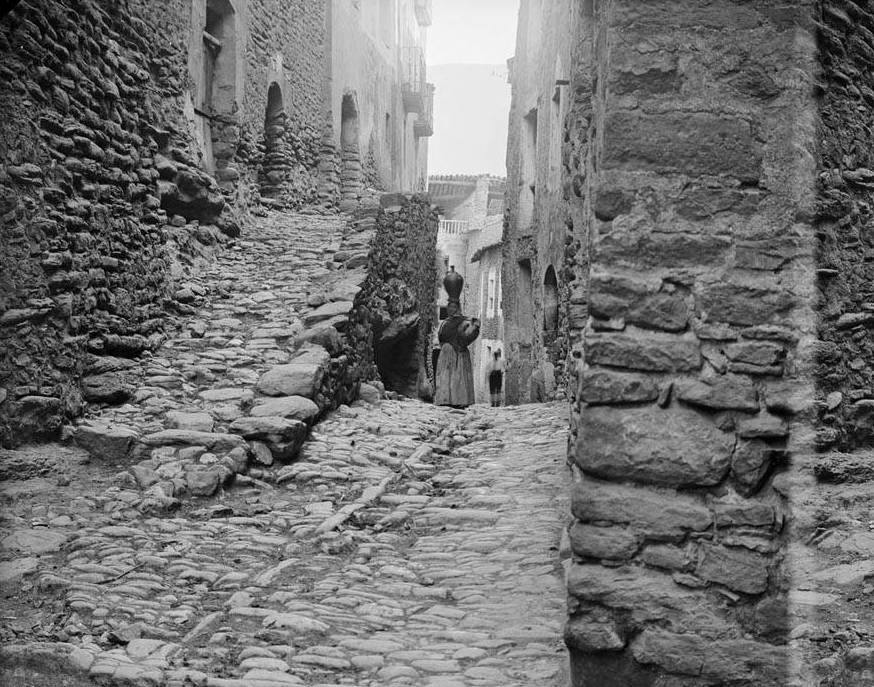
Carrer d'Àger, cap a 1890

## Història
El poblament més antic d'Àger sembla que es remunta a l'època ibèrica final (moneda ibèrica ilergeta d'entorn del 105 aC). De la romanització hi ha testimonis a les restes d'empedrat del camí romà de Lleida a Àger i al sarcòfag romà que hi havia a la col·legiata de Sant Pere i que ara és a Sant Vicenç. Després d'haver estat tres centúries en poder dels sarraïns, Arnau Mir de Tost, aprofitant la descomposició del califat, reconquerí la vall d'Àger cap al 1036 en nom del comte d'Urgell. Aquesta conquesta, però, no fou definitiva fins al 1047. A partir d'aquesta data, a la vall d'Àger s'hi construeixen esglésies i castells i els senyors d'Àger donen cartes de franquesa a diversos llocs de la vall.
Segurament que la part més antiga del castell és andalusí (entorn del segle X) i que aquest fou refet la segona meitat del segle xi com a residència d'Arnau Mir de Tost. Segons alguns autors, al moment de la conquesta a Àger hi havia mossàrabs, fet que facilitaria una continuïtat del poblament. També en aquest moment es construí la canònica de Sant Pere, que fou dotada el 1048 amb les església de Sant Salvador i Sant Vicenç (futura parroquial). De Sant Pere depenien totes les esglésies de la vall i molts castells. Arnau Mir va sotmetre la canònica de Sant Pere a la Santa Seu i va obtenir l'exempció episcopal. Amb la consolidació de la senyoria d'Àger, Arnau Mir de Tost esdevingué el baró més important del comtat d'Urgell, i la vall d'Àger la principal potència estratègica, militar i econòmica dels comtes d'Urgell. Guerau Ponç de Cabrera heretà el territori conquerit pel seu avi Arnau i, per designació del comte, esdevingué vescomte d'Àger. El territori d'aquest vescomtat era més ampli que la mateixa vall.
Durant el segle xi es devia anar emmurallant la vila sorgida als peus del castell, al voltant de l'església de Sant Vicenç (documentada des del 1041). El 1100 es documenta el portal del Pedró.
El 1228, Guerau Ponç IV, vescomte d'Àger i de Cabrera, suprimeix els mals usos, i els veïns d'Àger se'n redimeixen i esdevenen una comunitat lliure. Aviat (1255) a Àger es perfila l'existència d'un consell que es convertirà en règim municipal de paeria, que durarà fins al decret de Nova Planta.
Després de la pesta negra (1348) el poblament baixa marcadament i no es comença a recuperar fins a finals de segle xiv.
El 1413 el títol es refongué amb la corona quan el comte Jaume el Dissortat fou desposseït dels seus títols. La vila passà a dependre militarment de la vegueria de Lleida.
La crisi econòmica del segle xi es veié agreujada per les guerres que se succeïren a la caiguda del comtat d'Urgell, pel bandolerisme i per la guerra civil. El segle xvi la crisi continuà.
La canònica de Sant Pere el 1592 se secularitzà i es convertí en col·legiata i arxiprestat amb jurisdicció exempta fins al 1874 en què s'incorporà al bisbat de Lleida.
El segle xvii estigué presidit per les deteriorades relacions entre Catalunya i el rei Felip IV de Castella. En esclatar la Guerra dels Segadors el 1640, Àger estava en contra del rei, però amb la capitulació de Lleida el 1644, caigué en poder reial fins al 1652. Malgrat la Guerra de Successió Espanyola, el segle xviii va suposar una recuperació econòmica per a Àger i un creixement demogràfic important. En la Guerra del Francès, la vila no fou ocupada però sí saquejada. A la primera Guerra Carlina, Àger fou quarter general i la vall d'Àger centre d'operacions, però finalment caigué en mans dels liberals. A inicis del segle xx, Àger tenia una gran activitat comercial i de petites indústries. Als darrers anys, el turisme d'aventura ha pal·liat el davallament econòmic d'Àger i la seva vall.